# Алмазный инструмент
Алмазный инструмент — расходный инструмент, используемый для обработки (резания, сверления, шлифования, полировки) бетона, камня и других неметаллических строительных материалов, где рабочими элементами являются алмазные зёрна, закреплённые на корпусе инструмента с помощью связующего состава (металлического, пластикового или др.).

## Типы алмазного инструмента
В соответствии с видами производимых работ алмазный инструмент подразделяется на несколько основных типов:
- Алмазные отрезные круги — инструмент в форме диска с рабочей периферийной поверхностью. Служит для выполнения отрезных операций.
- Алмазные корончатые свёрла — инструмент трубчатой формы с рабочей торцевой частью. Служит для выполнения операций алмазного сверления.
- Фрезы алмазные торцевые (ФАТы) — инструмент различной (преимущественно круглой) формы с рабочей торцевой частью. Служит для выполнения шлифовальных и полировальных операций
- Профильные алмазные фрезы — инструмент фигурной формы для обработки кромки изделий.
- Шлифовальные фрезы и франкфурты — инструмент круглой или трапециевидной формы, устанавливаемый на шлифовальные машины для обработки бетонного пола.
- Алмазные зачистные круги (КЛТ) — чашечный круг с веерной рабочей плоскостью для шлифовки и полировки.
- Алмазные канаты — стальной трос с защитным покрытием  и запрессованными на алмазными сегментами для резки камня и бетонных блоков.
- Алмазные чашки (АШК) — диск чашечной формы с алмазными сегментами, используемый для шлифовки с помощью УШМ.[1]

По типу связующего материала алмазный инструмент подразделяется на:
- Инструмент на металлической связке
- Инструмент на органической связке
- Инструмент на гальванической связке
- Инструмент на керамической связке

## Область применения
Алмазный инструмент применяется в:
- строительстве и ремонте для резки, сверления, зачистки и шлифовки бетона, железобетона и других строительных материалов.
- камнеобработке для распила, шлифовки и полировки камня.
- дорожных работах для обработки асфальта и бетона.